# Villanueva de San Juan
Pour les articles homonymes, voir Villanueva et San Juan.
Villanueva de San Juan est une commune située dans la province de Séville de la communauté autonome d’Andalousie en Espagne.

## Géographie

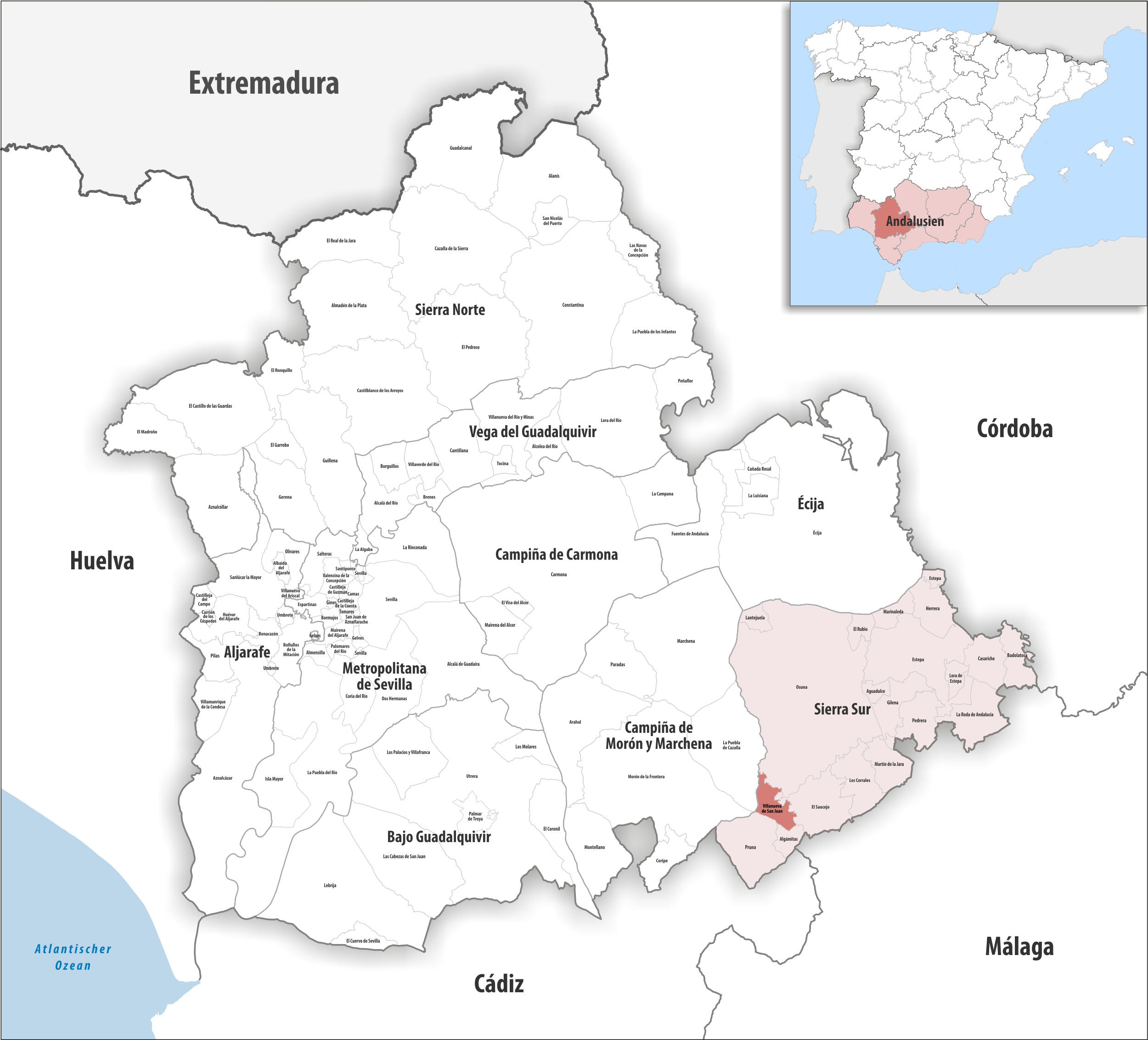
Villanueva de San Juan dans la comarque Sierra sud de Séville, province de Séville / en Andalousie

### Localisation
La commune de Villanueva de San Juan est dans le sud-ouest de la comarque de Sierra sud de Séville, dans le sud de la province de Séville.
Séville est à 94 km au ouest-nord-ouest ;
Madrid à 510 km nord-nord-est ;
Gibraltar est à 152 km sud-sud-ouest(distances par route).

### Communes voisines
Villanueva de San Juan jouxte Morón de la Frontera à l'ouest uniquement par un quadripoint.

## Administration
| Période                                  | Période | Identité | Étiquette | Qualité |
| ---------------------------------------- | ------- | -------- | --------- | ------- |
| N/A                                      | N/A     | N/A      | N/A       | Maire   |
| Les données manquantes sont à compléter. |         |          |           |         |